# 3月15日 (旧暦)
旧暦3月15日は旧暦3月の15日目である。六曜は大安である。

## できごと
- 太康元年（ユリウス暦280年5月1日） - 呉の孫晧が晋に降伏し、晋が全国統一
- 元慶2年（ユリウス暦878年4月21日） - 元慶の乱。出羽で蝦夷が叛乱を起こし秋田城を急襲
- 慶長3年（グレゴリオ暦1598年4月20日） - 醍醐の花見。豊臣秀吉が秀頼らと最後の花見
- 明治元年（グレゴリオ暦1868年4月7日） - 明治政府が五榜の掲示の高札を設置

## 誕生日
- 明暦2年（グレゴリオ暦1656年4月9日） - 有栖川宮幸仁親王、有栖川宮第3代当主（+ 1699年）
- 寛文2年（グレゴリオ暦1662年5月3日） - 田中丘隅、農政家・経世家（+ 1730年）
- 文化1年（グレゴリオ暦1804年4月24日） - 梁川紅蘭、女流漢詩人（+ 1879年）

## 忌日
- 履中天皇6年（ユリウス暦405年4月29日） - 履中天皇、17代天皇